# Katharina Kähler
Katharina Kähler (* 1979 in Bremen) ist eine deutsche Soziologin und Politikerin (SPD) und seit 2023 Mitglied der Bremischen Bürgerschaft.

## Biografie

### Familie, Ausbildung, Beruf
Kähler hat ihr Abitur am Hermann-Böse-Gymnasium gemacht. Sie studierte Soziologie an der Universität Bremen und schloss als Diplom-Soziologin ab.
Seit 2001 ist sie Mitarbeiterin im Verein für Innere Mission (IM) in Bremen und war um 2006 bei der Beratungsstelle für Betroffene von Menschenhandel und Zwangsprostitution (BBMeZ) der IM in Bremen tätig. Sie wurde 2015 Leiterin der Kinder- und Jugendhilfe der Inneren Mission und 2019 übernahm sie die Bereichsleitung der Wohnungslosenhilfe.
Sie wohnt in Bremen.

### Politik
Kähler ist Mitglied der SPD Bremen.
Bei der Bürgerschaftswahl am 14. Mai 2023 hat sie als Quereinsteigerin für die SPD Bremen auf dem vorderen Listenplatz 8 kandidiert und wurde mit 728 Personenstimmen auf ihrem Listenplatz zum Mitglied der 21. bremischen Bürgerschaft gewählt.
Sie ist aktuell Sprecherin für Soziales, Familie, Senioren und Menschen mit Beeinträchtigungen der SPD-Fraktion.

### Weitere Mitgliedschaften
- Bremer Reitsportverein
- Verein zur Förderung der Medizinischen Versorgung Obdachloser in Bremen (MVO), 2020 Wahl in den Vorstand von Verein und Stiftung